# Asse (Belgique)
Pour les articles homonymes, voir Asse.
Asse (nom en néerlandais, officiel au niveau fédéral en français, encore très rarement orthographié Assche en français) est une commune néerlandophone de Belgique située en Région flamande dans la province du Brabant flamand.
Elle englobe les entités de Bekkerzeel, Kobbegem, Mollem, Relegem et Zellik depuis la fusion des communes de 1977.
Une marque japonaise de chocolat a été nommée « Asse » d'après le nom de cette commune.

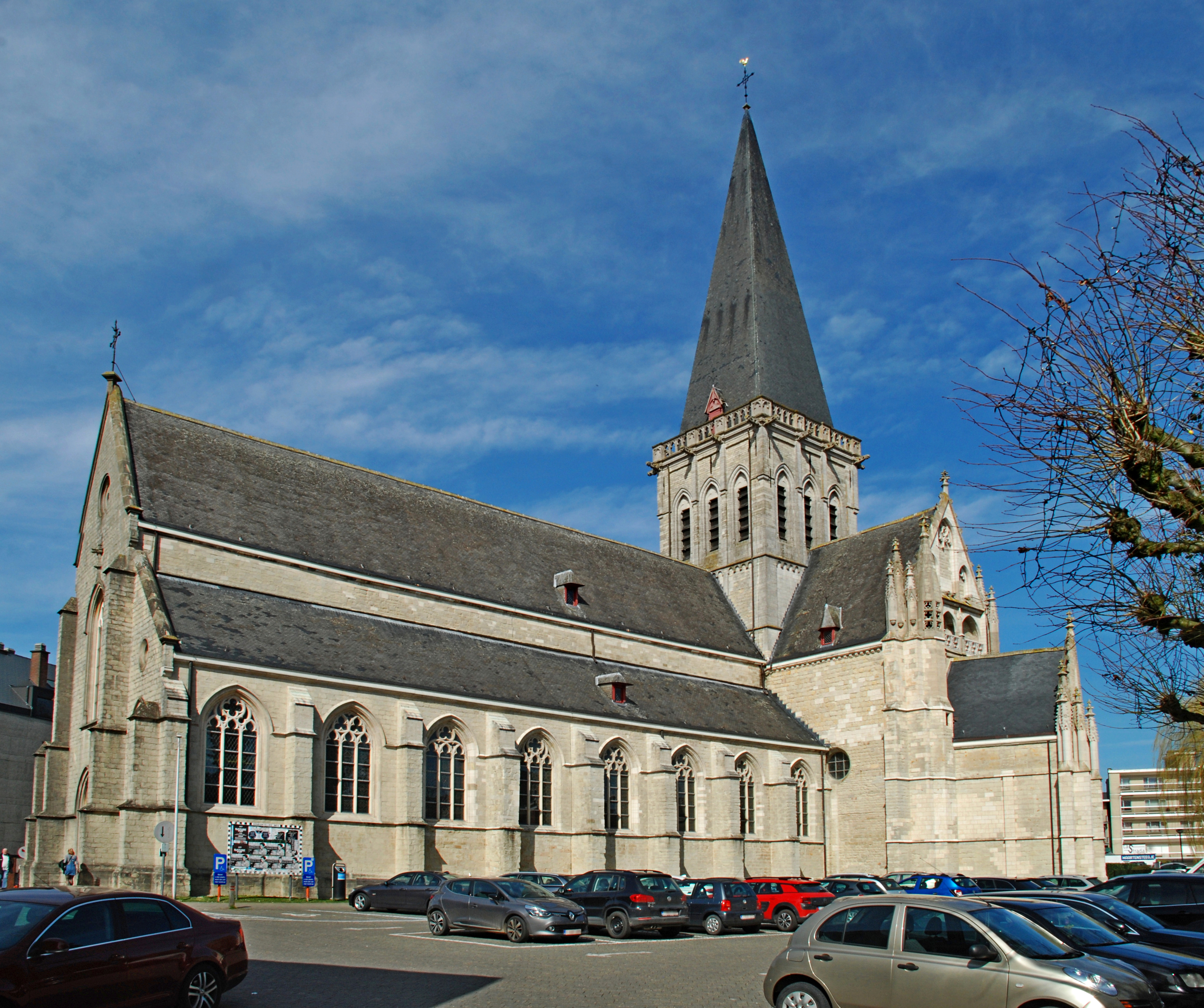
L'église gothique Saint-Martin d'Asse (Sint-Martinuskerk) (XIIIe siècle - XVIIe siècle)

## Localités et sections de la commune
La commune actuelle résulte de la fusion en 1977 des communes reprises dans le tableau ci-dessous

### Sections
| # | Section    | Superf. (km²) | Habitants (2020) | Habitants par km² | Code INS |
| - | ---------- | ------------- | ---------------- | ----------------- | -------- |
| 1 | Asse       | 28,37         | 17.151           | 605               | 23002A   |
| 2 | Bekkerzeel | 1,54          | 640              | 415               | 23002F   |
| 3 | Kobbegem   | 3,68          | 863              | 235               | 23002C   |
| 4 | Mollem     | 6,66          | 2.229            | 335               | 23002B   |
| 5 | Relegem    | 3,61          | 1.567            | 434               | 23002D   |
| 6 | Zellik     | 6,36          | 11.037           | 1.735             | 23002E   |

### Localités
- Asse: Asbeek, Asse-ter-Heide, Krokegem, Walfergem
- Mollem:Bollebeek
- Zellik: Neerzellik

## Communes limitrophes
| Opwijk           | Merchtem         | Wemmel                        |
| Affligem - Alost | Asse             | Jette (B-C) - Ganshoren (B-C) |
|                  | Dilbeek - Ternat | Berchem-Sainte-Agathe (B-C)   |

## Histoire
Asse est mentionné pour la première fois en 1015, lorsque le comte Lambert Ier de Louvain en prend possession en échange de Buvrinnes en Hainaut. La contrée fut cependant occupée bien auparavant, probablement par les Nerviens. Depuis le début du premier siècle, Asse est relié par une voie romaine à la capitale des Nerviens, Bavay. Les restes d’un camp romain furent retrouvés à Asse.
À l’époque carolingienne, Asse appartient au comté de Brabant.
La mairie ou marquisat d’Assche comprenant huit villages faisait partie du Quartier de Bruxelles.
Le palais du marquis d'Assche, ancien hôtel du marquis van der Noot d'Assche, est un palais urbain situé au n° 33 rue de la Science à Bruxelles, actuel siège du Conseil d'Etat.
Le 26 juin 1970, roule le dernier tram de la SNCV (Société nationale des chemins de fer vicinaux) entre Asse et Bruxelles, fêté par une manifestation folklorique. Il est remplacé par des bus.

## Patrimoine
- L'église gothique Saint-Martin d'Asse (Sint-Martinuskerk) (XIIIe - XVIIe siècle)
- La petite chapelle de Kruisborre (1622)
- L'ancien hospice Oud Gasthuis (XVIIe siècle)
- Château de La Morette avec ferme et moulin (Kasteel La Morette met hoeve en graanwindmolen)[6]
- La maison communale (1861-1864), d'après un projet de l'architecte provincial Louis Spaak [7]

## Politique
| Identité                                           | Période | Période  | Durée  | Étiquette        |
| Identité                                           | Début   | Fin      | Durée  | Étiquette        |
| -------------------------------------------------- | ------- | -------- | ------ | ---------------- |
| Mathias Gruber (d)                                 | 1795    | 1804     | 9 ans  |                  |
| Gilles Guillaume Crick (d)                         | 1804    | 1813     | 9 ans  |                  |
| Engelbert de Pauw (d)                              | 1813    | 1827     | 14 ans |                  |
| Franciscus de Bolster (d)                          | 1827    | 1830     | 3 ans  |                  |
| Franciscus Stevens (d)                             | 1830    | 1835     | 5 ans  |                  |
| Franciscus Xavier de Viron (d) (né au XIXe siècle) | 1835    | 1895     | 60 ans |                  |
| Léon de Coster (1854 - 1928)                       | 1895    | 1921     | 26 ans | Parti catholique |
| Henri Van Innis (1790 - 1864)                      | 1921    | 1932     | 11 ans |                  |
| Jozef De Doncker (d)                               | 1933    | 1942     | 9 ans  |                  |
| Jan Van Hoof (d) (1910 - 1993)                     | 1942    | 1944     | 2 ans  |                  |
| Leon Goossens (d)                                  | 1944    | 1946     | 2 ans  |                  |
| Eugeen van der Haegen (d)                          | 1946    | 1947     | 1 an   |                  |
| Gerard Van Wijnendaele (d)                         | 1949    | 1976     | 27 ans |                  |
| Paul De Keersmaeker (1929 - 2022)                  | 1977    | 1984     | 7 ans  | PSC              |
| Herman Van Elsen (d) (1926 - 2013)                 | 1985    | 1994     | 9 ans  | PSC              |
| Bert De Keersmaeker (d)                            | 1995    | 1998     | 3 ans  | PSC              |
| Koen Van Elsen (d) (né en 1962)                    | 1999    | 2000     | 1 an   | PSC              |
| Michel Vanhaeleweyck (d)                           | 2001    | 2006     | 5 ans  | Open Vld         |
| Koen Van Elsen (d) (né en 1962)                    | 2007    | En cours | 18 ans | CD&V             |

## Héraldique
|  | La commune possède des armoiries qui lui ont été octroyées le 31 janvier 1912 et à nouveau dans une nouvelle présentation le 5 mars 1985. Les anciennes armoiries étaient basées sur le sceau du début du XIVe siècle (1335) et représentent un lion. L'origine ou la signification du lion ne sont pas claires mais le lion apparaît également sur les sceaux ultérieurs de la ville. Dans une déclaration de Philippe le Bienveillant de Bourgogne au XVe siècle, les armoiries étaient décrites comme un lion d'argent dans un champ noir. Sur la base de cette déclaration, le conseil local a demandé ces armoiries, accordées en 1912. Deux autres publications, l'une citant l'autre, celle-ci datant de 1914, mais citant un document du XVIe ou du XVIIe, montrent exactement le contraire de celui des armoiries d'Asse. Pour le moment, on ne sait pas laquelle des deux publications a mentionné les couleurs appropriées. Ce lion se retrouve sur le drapeau d'Asse. Après la fusion en 1977, la commune opta pour de nouvelles armoiries, inspirées du plus ancien sceau connu d'Asse, datant de 1248 à 1274. Ces sceaux représentent une petite chapelle. Les couleurs des vieilles armoiries ont été conservées. Blasonnement : De sable à une tour d'argent. - Délibération communale : 19 septembre 1984 - Arrêté de l'exécutif de la communauté : 5 mars 1985 - Moniteur belge : 8 juillet 1986 Source du blasonnement : Heraldy of the World. |

## Démographie

### Démographie: avant la fusion des communes
- Source : DGS recensements population.

### Démographie: commune fusionnée
Graphe de l'évolution de la population de la commune. La commune d'Asse étant née de la fusion des anciennes communes d'Asse, de Bekkerzeel, de Kobbeghem, de Mollem, de Releghem et de Zellik, les données ci-après intègrent les données d'avant 1977 des six communes.
Les chiffres des années 1831 à 1970 tiennent compte des chiffres des anciennes communes fusionnées.
- Source : DGS, de 1831 à 1981 = recensements population ; à partir de 1990 = nombre d'habitants chaque 1er janvier.[10]

## Personnalités liées
- Léonard de Selliers de Moranville (1803-1856), docteur en droit, inspecteur de l'enseignement à Asse[11], père du lieutenant général Antonin de Selliers de Moranville.
- Peter van Breusegem (1956-), poète.
- Émile Mpenza (1978-), footballeur.
- Femke Hermans (1990-), boxeuse.
- Jasper De Buyst (1993-), coureur cycliste.
- Staf De Clercq (1884-1942), leader du VNV, y est inhumé.
- Femke Van den Driessche (1996-), coureuse cycliste.
- Paul De Keersmaeker (14 juillet 1929 - 16 décembre 2022), ancien bourgmestre d'Asse et ancien secrétaire d'État[12],[13].